# Potere d'arresto
Il potere d'arresto (in inglese stopping power) definisce la capacità di un proiettile sparato con un'arma da fuoco di scaricare la propria energia cineteca all'interno di un bersaglio. Differisce dalla capacità di penetrazione di un proiettile, ovvero la capacità di attraversare un bersaglio; generalmente un proiettile dotato di grandi capacità di penetrazione ha uno scarso potere d'arresto, in quanto dissipa la propria energia passando attraverso il bersaglio e non arrestandosi all'interno di esso e trasmettendo di conseguenza la sua "forza frenante"
A differenza delle capacità lesiva e letale, per potere (o, meno frequentemente, capacità) d'arresto di una munizione s'intende la probabilità espressa in percentuale di interrompere l'azione ostile di un individuo con un solo colpo sparato al bersaglio grosso (tronco).
Sono state effettuate numerose ed autorevoli ricerche nel campo della balistica terminale, nel settore militare e del law enforcement, molto frequenti negli Stati Uniti, tra le quali è doveroso menzionare quella di Marshall e Sanow, dalle quali si evince che le prestazioni migliori in termini di stopping power sono attribuibili ad armi lunghe da caccia (fucili calibro 12 e carabine di grosso calibro), mentre per le armi corte da tasca con munizioni commerciali, pistole e revolver che pure hanno un elevato potere lesivo, i risultati sono spesso deludenti: non riescono ad interrompere un'azione ostile, se non dopo numerosi colpi. Infatti anche se il colpo sarà letale o altamente invalidante, per alcuni secondi ancora l'aggressore continuerà la sua azione ostile, potendo sparare anche dei colpi da arma da fuoco o aggredire con il coltello od altro.
Le armi lunghe, fucili e carabine da caccia presentano secondo gli studi di Marshall e Sanow un potere d'arresto vicino al 100%, mentre per le pistole da difesa personale, per aumentare lo stopping power è necessario ricorrere a munizioni espansive (vietate dalla legge italiana ma molto diffuse negli Stati Uniti).
Attualmente a livello mondiale, la tendenza è di armare gli operatori di sicurezza e di polizia con pistole in calibro 9 mm Parabellum, .45 acp e 40 s&w, munizioni che dovrebbero garantire, con ogive convenzionali, un potere d'arresto superiore al 51%.